# Panamerikanische Spiele 1999/Squash
Bei den Panamerikanischen Spielen 1999 in Winnipeg fanden vom 23. Juli bis 8. August 1999 im Squash vier Wettbewerbe statt.

## Herren

### Einzel
| Platz | Land                  | Spieler                                 |
| ----- | --------------------- | --------------------------------------- |
| 1     | Kanada                | Graham Ryding                           |
| 2     | Argentinien           | Jorge Gutiérrez Keen                    |
| 3     | Argentinien Brasilien | Federico Usandizaga Ronivaldo Conceição |

### Mannschaft
| Platz | Land                  | Spieler                                                                  |
| ----- | --------------------- | ------------------------------------------------------------------------ |
| 1     | Kanada                | Graham Ryding Jamie Crombie Kelly Patrick                                |
| 2     | Brasilien             | Ronivaldo Conceição Luis Borges Mario Oliveira                           |
| 3     | Kolumbien Argentinien | Daniel Lombana Santiago Montoya Federico Usandizaga Jorge Gutiérrez Keen |

## Damen

### Einzel
| Platz | Land                      | Spielerin                   |
| ----- | ------------------------- | --------------------------- |
| 1     | Kanada                    | Melanie Jans                |
| 2     | Vereinigte Staaten        | Demer Holleran              |
| 3     | Vereinigte Staaten Kanada | Latasha Khan Marnie Baizley |

### Mannschaft
| Platz | Land               | Spielerinnen                                                            |
| ----- | ------------------ | ----------------------------------------------------------------------- |
| 1     | Kanada             | Carolyn Russell Melanie Jans Marnie Baizley Kelsey Souchereau           |
| 2     | Vereinigte Staaten | Demer Holleran Berkeley Belknap Latasha Khan Shabana Khan               |
| 3     | Brasilien Mexiko   | Adriana Moura Karen Redfern Flavia Roberts Teresa Osorio Samantha Terán |

## Medaillenspiegel
| Platz  | Land               | Gold | Silber | Bronze | Gesamt |
| ------ | ------------------ | ---- | ------ | ------ | ------ |
| 01     | Kanada             | 4    | —      | 1      | 5      |
| 02     | Vereinigte Staaten | —    | 2      | 1      | 3      |
| 03     | Argentinien        | —    | 1      | 2      | 3      |
| 03     | Brasilien          | —    | 1      | 2      | 3      |
| 05     | Kolumbien          | —    | —      | 1      | 1      |
| 05     | Mexiko             | —    | —      | 1      | 1      |
| Gesamt | Gesamt             | 4    | 4      | 8      | 16     |